# Cavidad arbórea

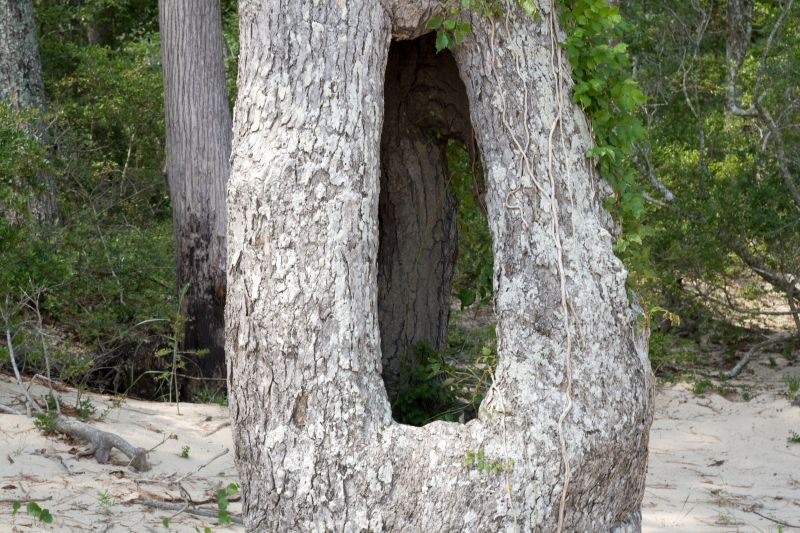
Un árbol formado naturalmente hueco en la base del árbol.

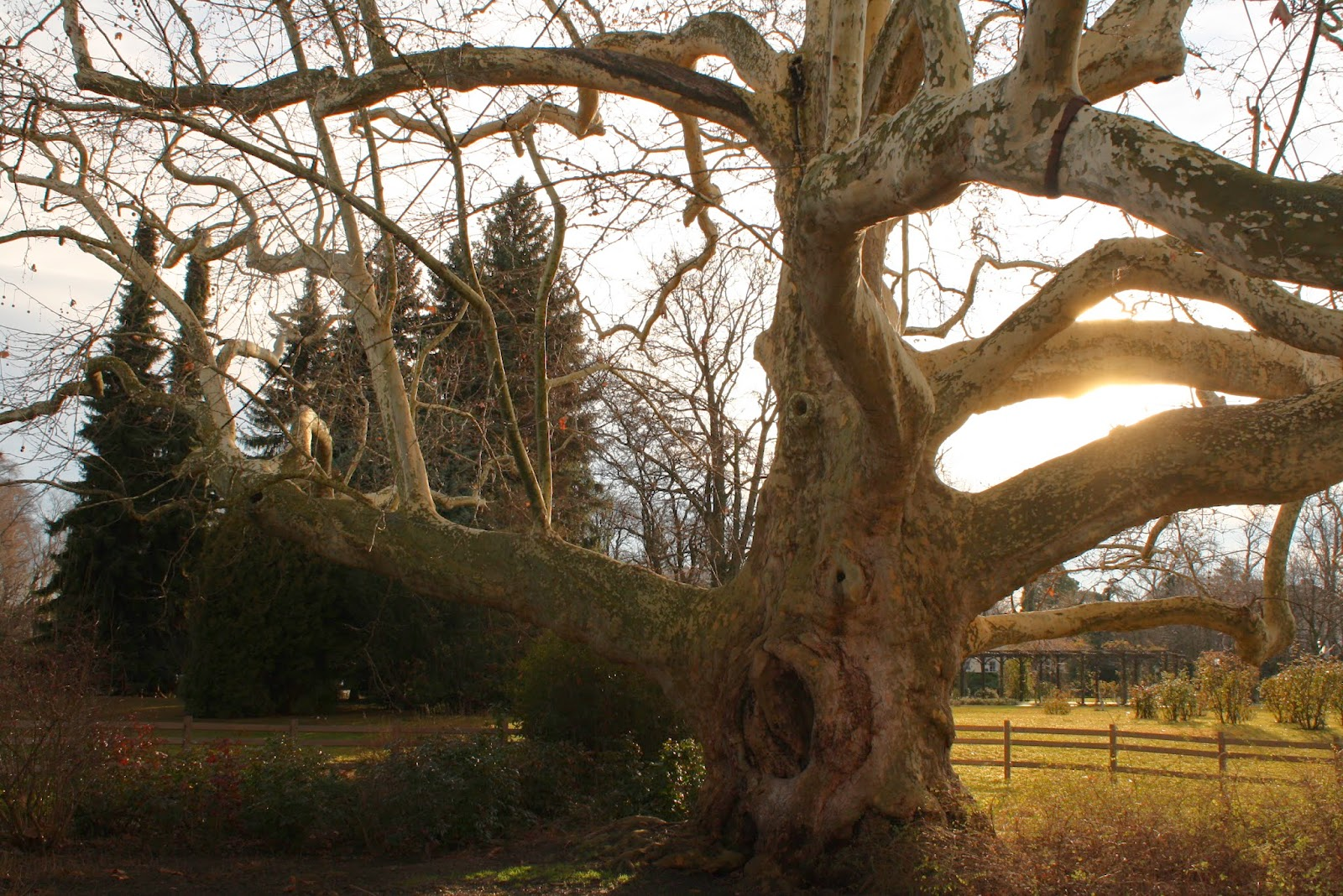
Varias cavidades arbóreas en un plátano en Baden, Austria

Una cavidad arbórea o agujero en un árbol es una cavidad semicerrada que se ha formado naturalmente en el tronco o la rama de un árbol. Se encuentran principalmente en árboles viejos, vivos o no. Las cavidades se forman en muchas especies de árboles y son una característica destacada de los bosques naturales, y actúan como un recurso o hábitat para una serie de animales vertebrados e invertebrados.
Pueden formarse cavidades como resultado del estrés fisiológico de las fuerzas naturales que provocan la excavación y exposición del duramen. Tales fuerzas incluyen el viento, el fuego, el calor, los rayos, la lluvia, el ataque de insectos (como hormigas o escarabajos), bacterias u hongos. Además, los árboles pueden autopodarse, dejando caer las ramas inferiores a medida que alcanzan la madurez, exponiendo el área donde se unió la rama. Muchos animales desarrollan aún más los huecos utilizando instrumentos como el pico, los dientes o las garras.
El tamaño de las cavidades puede depender de la edad del árbol. Por ejemplo, los eucaliptos desarrollan huecos en todas las edades, pero solo a partir de los 120 años forman huecos aptos para vertebrados, y pueden pasar 220 años para que se formen huecos adecuados para especies más grandes.
Las cavidades de madera derrumbada también son muy importantes para los animales como los equidnas, numbats, chuditch y muchos reptiles. En los arroyos, los troncos huecos pueden ser importantes para los animales acuáticos como refugio y fijación de huevos.
Las cavidades son un hábitat importante para muchas especies silvestres, especialmente donde el uso de huecos es obligatorio, ya que esto significa que ningún otro recurso sería un sustituto viable. Los animales pueden utilizar las cavidades como refugios diurnos o nocturnos, así como para la cría de crías, la alimentación, la termorregulación y para facilitar la distribución y la dispersión . Si bien el uso también puede ser oportunista, en lugar de obligatorio, puede ser difícil determinar la naturaleza de la relación de una especie con los huecos; puede variar en el rango de una especie o depender de las condiciones climáticas.
Los animales seleccionarán una cavidad en función de factores que incluyen el tamaño y la forma de la entrada, la profundidad y el grado de aislamiento. Tales factores afectan en gran medida la frecuencia y la estacionalidad del uso de cavidades.
Especialmente en Europa, los entomólogos están interesados en el uso de cavidades por invertebrados. Un escarabajo asociado con árboles huecos, Osmoderma eremita, ha recibido la máxima prioridad de acuerdo con la Directiva de Hábitat de la Unión Europea.

## Descripción

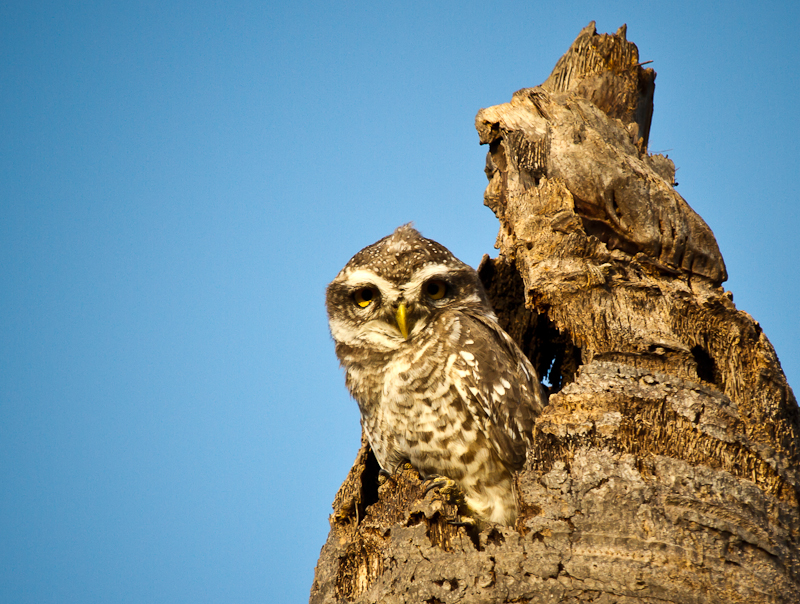
Mochuelo manchado indio (Athene brama) en un árbol hueco

Un árbol hueco es una cavidad en un árbol vivo. Los agujeros de los árboles pueden producirse cuando una lesión en el árbol, como la rotura de una rama, crea una abertura a través de la corteza y expone la albura. La albura es atacada por hongos y bacterias, que forman una cavidad en el tronco del árbol. La cavidad resultante puede llenarse de agua, convirtiéndose así en un tipo de fitotelma. Por lo tanto, hay agujeros de árboles húmedos y secos. Los huecos de los árboles son hábitats importantes para muchos animales, como Ceratopogonidae, Chironomidae, el merganser común, tucanes, pájaros carpinteros y azulejos. Los huecos de los árboles pueden ser importantes para el mantenimiento y la propagación de algunas enfermedades, como la encefalitis de La Crosse. Los huecos pueden ser un rasgo de adaptación de los árboles, ya que los animales proporcionan fertilizante al árbol huésped.

## Cavidades artificiales
Se ha descubierto que los animales utilizan estructuras artificiales como sustitutos de los huecos. Por ejemplo, zarigüeyas pigmeas en la rampa de un silo de grano; o pardalotes en la tubería horizontal superior de un columpio para niños. Las cajas nido especialmente construidas, como pajareras y tubos para murciélagos, también se construyen para la conservación y para la observación de la vida silvestre. El tamaño de la caja nido, el orificio de entrada y la altura de ubicación pueden elegirse teniendo en cuenta ciertas especies. Los huecos naturales todavía se prefieren generalmente para la conservación del hábitats.

## Alrededor del mundo
La conservación de la fauna que utiliza cavidades arbóreas es un problema en muchas partes del mundo. En América del Norte, la recuperación del azulejo oriental (Sialia sialis) ha requerido cajas nido debido a la pérdida de cavidades naturales. La escasez de árboles muertos y huecos en los bosques escandinavos es un proceso clave que amenaza la vida de las aves nativas. En Suecia, casi la mitad de las especies incluidas en la lista roja de la UICN dependen de troncos o árboles huecos muertos.

### Australia
En Australia, se sabe que 304 especies de vertebrados utilizan cavidades arbóreas en Australia: 29 anfibios, 78 reptiles, 111 aves, 86 mamíferos. Aproximadamente 100 de estos son ahora especies raras, amenazadas o casi amenazadas en la legislación del Estado australiano o de la Commonwealth, en parte debido a la eliminación de árboles huecos.
Las amenazas a las cavidades arbóreas incluyen: silvicultura de bosques nativos, recolección de leña, extinción paulatina del bosque (como por inundación y salinidad), pastoreo de ganado y desmonte de tierras. Además, las plagas y las especies introducidas como el miná común y la abeja melífera occidental compiten con las especies nativas por las cavidades; los gatos domésticos y asilvestrados y las ratas negras se aprovechan de los animales que utilizan huecos y han causado daños especialmente a las poblaciones isleñas; y algunas especies nativas que utilizan cavidades han aumentado la densidad de población o ampliado su área de distribución desde el asentamiento europeo, como el cacatúa galah, lazarigüeya común y la cacatúa sanguínea, y compiten con especies nativas menos comunes.

### Rusia, China y Corea
Los osos negros asiáticos, también conocidos como osos del Himalaya, en las partes del norte de su área de distribución, como la provincia rusa de Primorie, China y ambas Coreas, prefieren pasar los períodos de invierno en grandes cavidades arbóreas, donde las hembras también dan a luz a los cachorros. Las amenazas incluyen la deforestación masiva en estos países, combinada con la caza furtiva directa de osos invernales, con la destrucción selectiva de los mejores árboles huecos. En Rusia, se hacen intentos (a veces exitosos) para restaurar tales árboles.